# Idiocera heteroclada
Idiocera heteroclada är en tvåvingeart som först beskrevs av Alexander 1966.  Idiocera heteroclada ingår i släktet Idiocera och familjen småharkrankar. Inga underarter finns listade i Catalogue of Life.